# Poederkwast

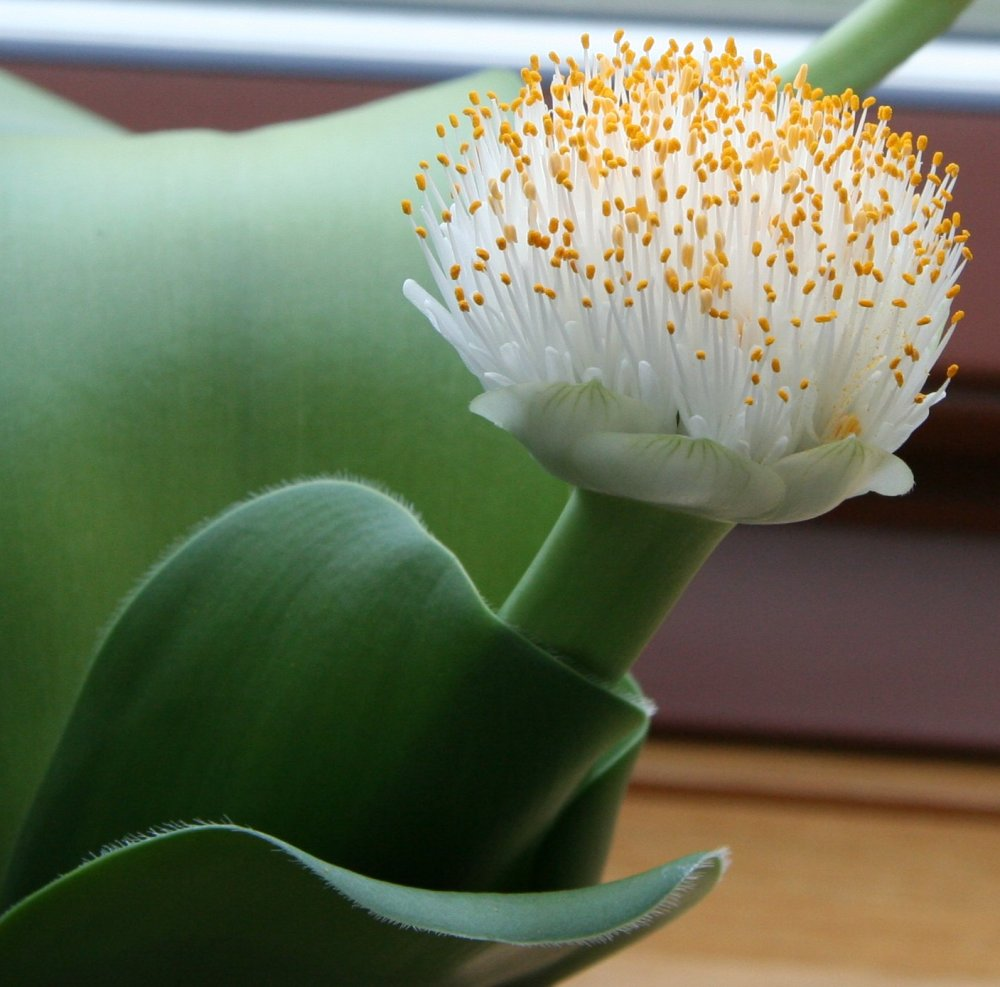
bloei

De poederkwast (Haemanthus albiflos) is een bloeiende plant uit de narcisfamilie (Amaryllidaceae).
De botanische naam verwijst naar de witte bloemen van de soort.

## Beschrijving
De soort maakt meerjarige, groenblijvende en een beetje vlezige, kruidachtige planten en bereikt hoogten van 20 tot 30 cm. Alle delen van de plant bevatten een rood sap. De bladeren groeien tweezijdig aan een half bovendegrondse groene bol tot 8 cm diameter. De vlezige, tot ongeveer 25 bij 10 cm grote bladeren zijn zeer verschillend. Hun kleur varieert van helder- over donker- tot grauwgroen, soms met gelige vlekken op de bovenkant van het blad. Meestal zijn de bladeren kaal en mat, soms ook glanzend of licht behaard.
De bloeiwijze verschijnt op een tot 25 cm hoge, holle stengel direct boven een krans van ongeveer 2 cm lang, groenig witte schutbladeren. Het is een dichte kwast van ongeveer 3 tot 5 cm doorsnede, die vele kleine afzonderlijke bloesems bevat. De vele, tot 5 cm lange, witte meeldraden met heldere geel tot oranje helmknoppen geven de gehele bloeiwijze de vorm van een  borstel. De vlezige bessen kleuren bij rijping helder oranje tot rood en geven een opvallende muffe geur.

## Verspreiding

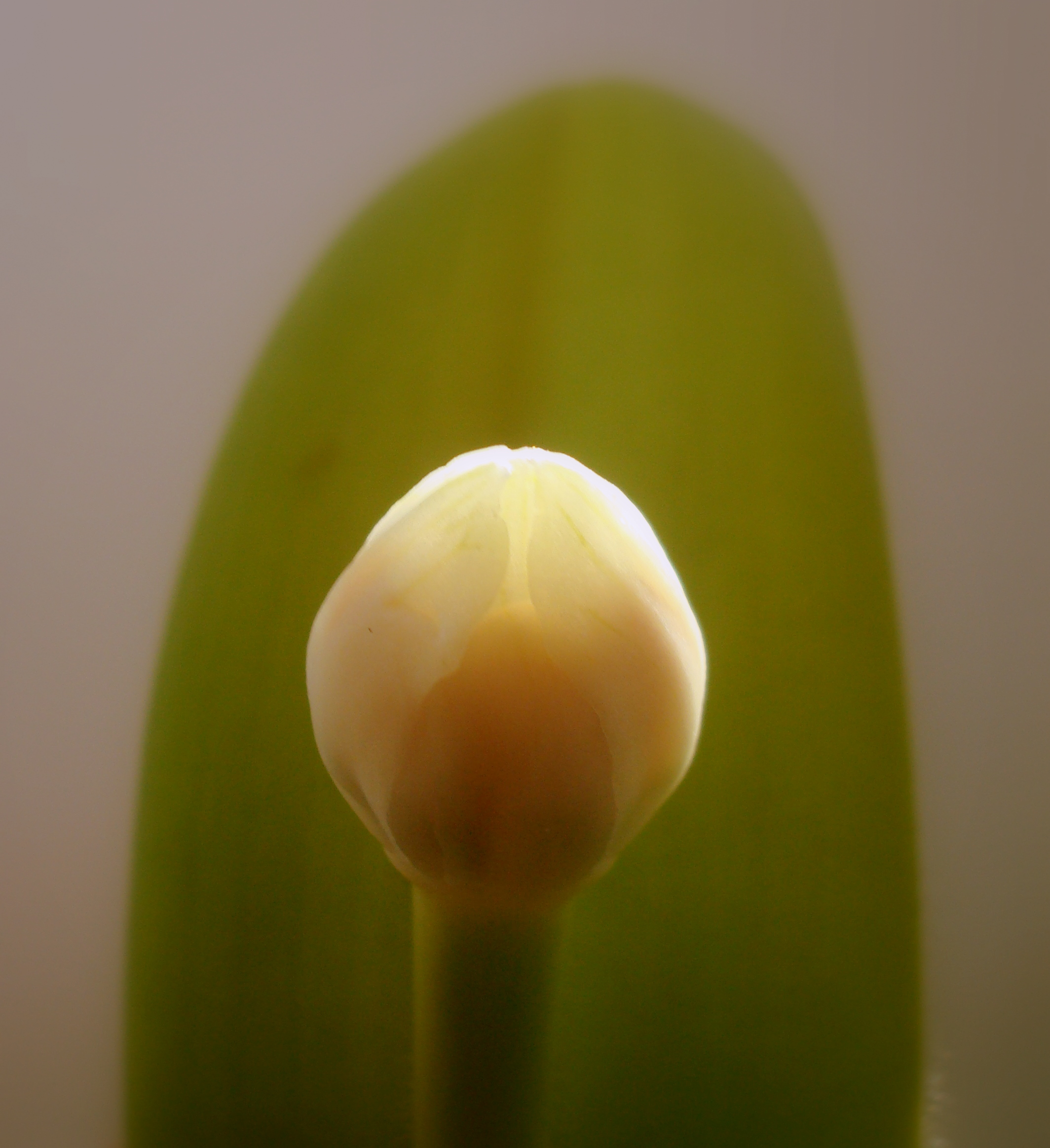
Knop voor blad

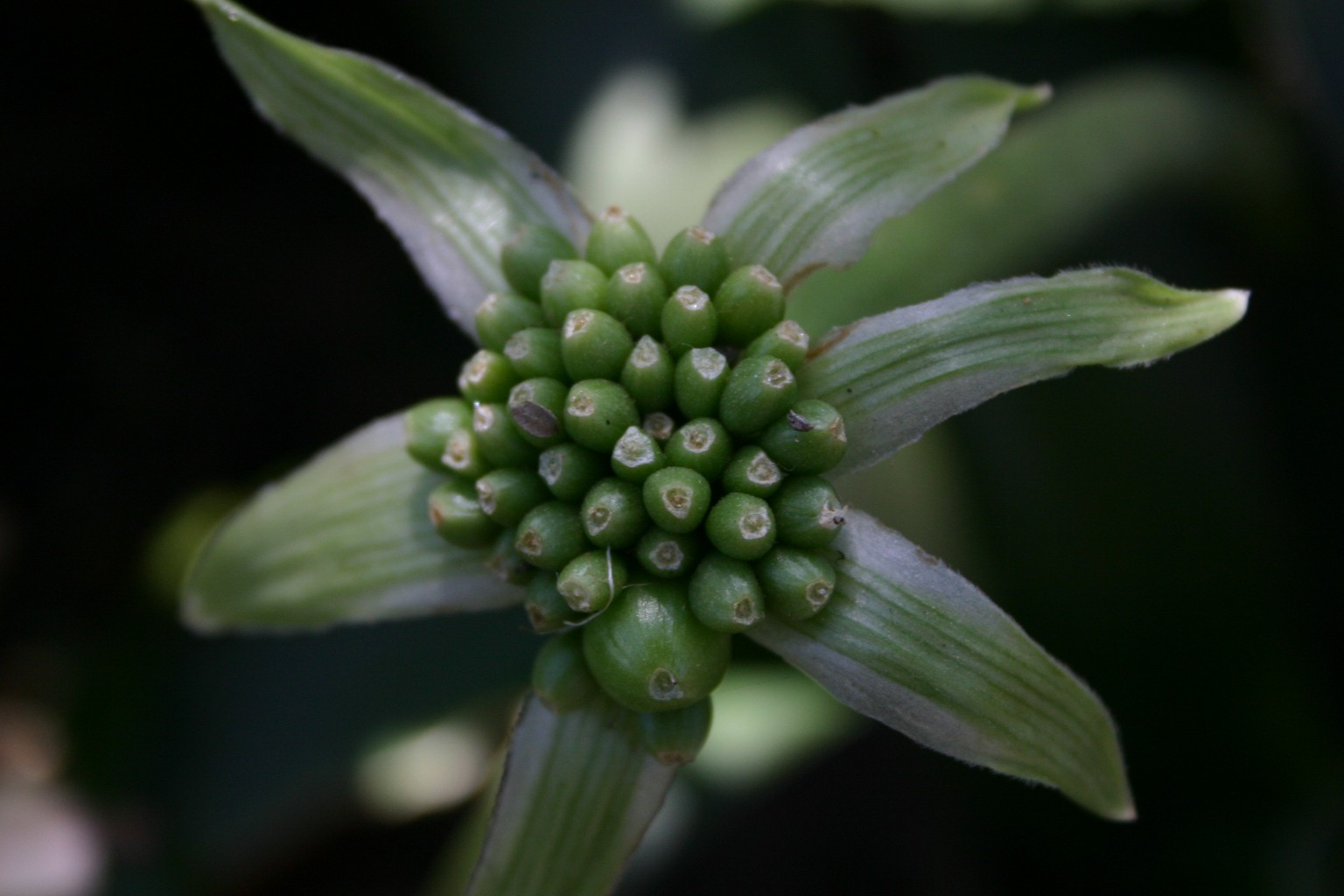
Uitgebloeide bloem met bessen

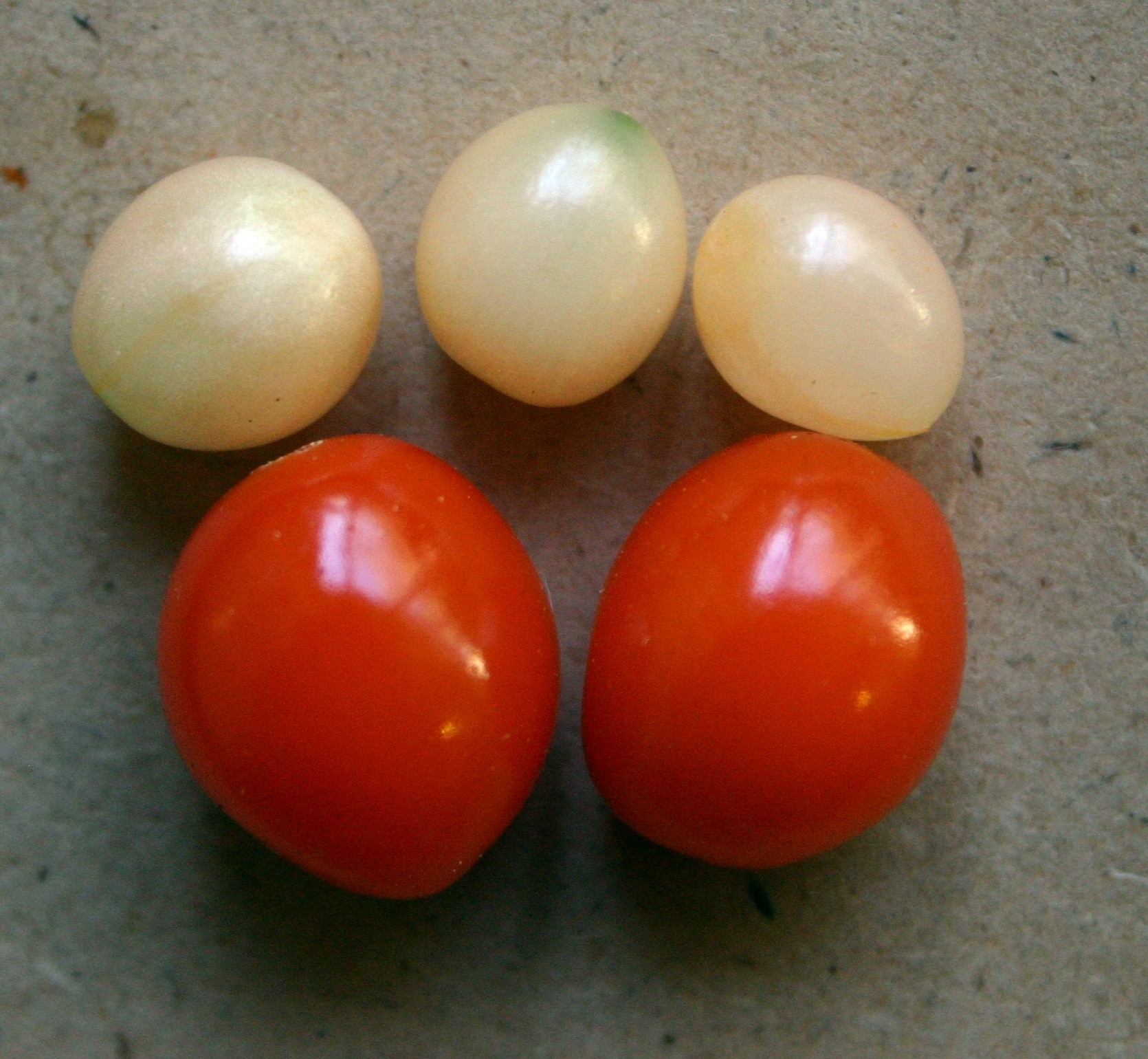
Bessen van verschillende rijpheid

Het natuurlijke verspreidingsgebied van de soort breidt uit in Zuid-Afrika van West-Kaap over de Oost-Kaap tot aan KwaZoeloe-Natal op een hoogte van ongeveer 100 tot 800 m boven de zeespiegel. De planten staan daar in kluiten in zeer losse, maar niet geheel droge grond in de schaduw van andere vegatatie.

## Teelt
De Haemanthus albiflos is een makkelijk te onderhouden, maar zeldzame sierplant, die in Midden-Europa meestal als kamerplant wordt gehouden. De planten zijn weinig gevoelig voor plagen en ziekten, ze kunnen echter niet tegen vorst, aanhoudend te veel water of direct zonlicht. Een goede plek voor de plant is een  warme en schaduwrijke plaats achter een raam op het westen of oosten. De zomermaanden buiten op een schaduwrijke plek in de tuin of op een in de schaduw gelegen balkon doet de plant goed. In subtropische gebieden of in een verwarmde kas vrij uitgeplant, vormen de planten na enige jaren dichte pollen zoals in hun natuurlijke omgeving.
De vermeerdering kan vegetatief via knollen of blad stekken, of generatief via in vakhandel verkrijgbare zaden ontstaan.

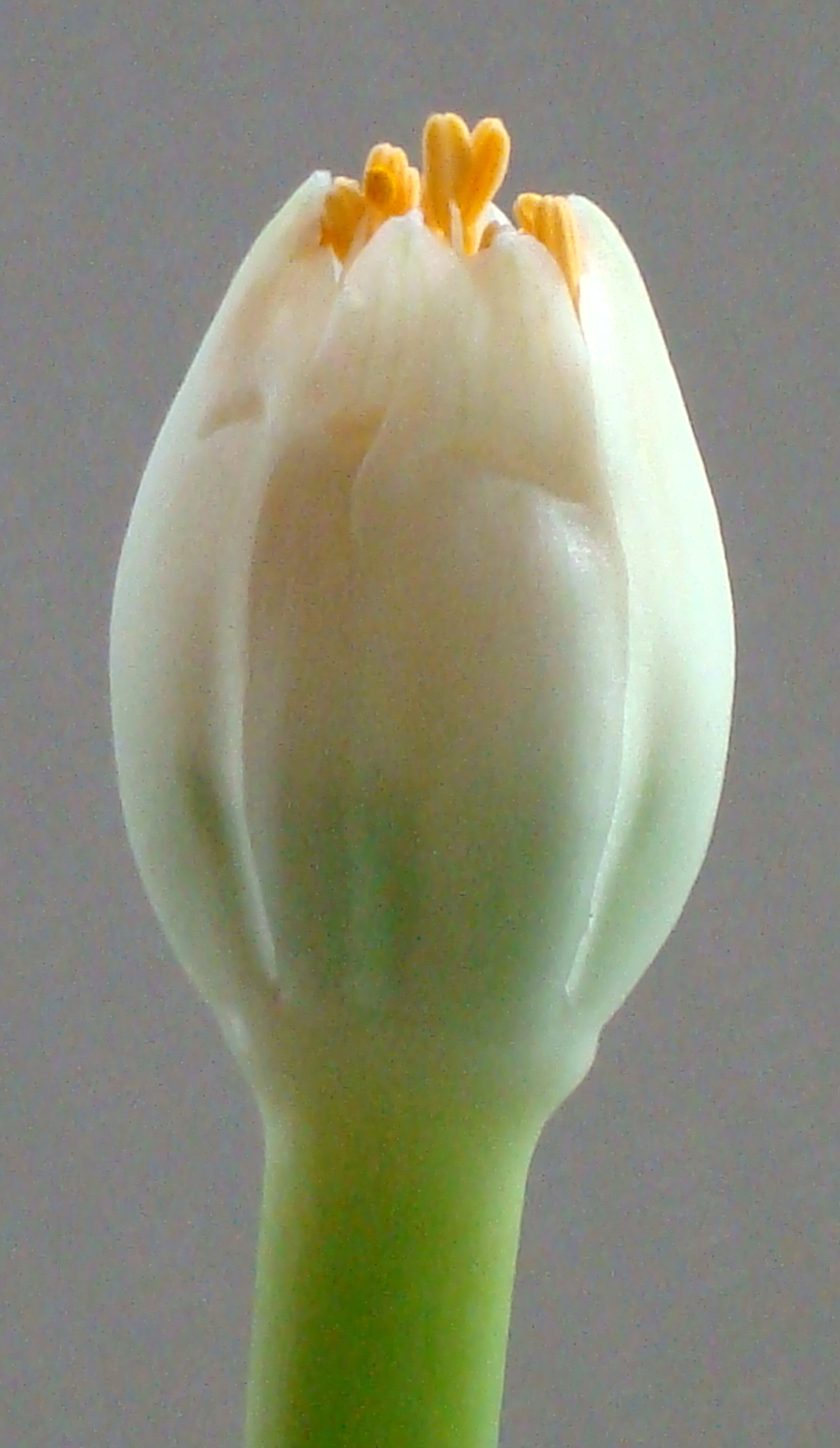
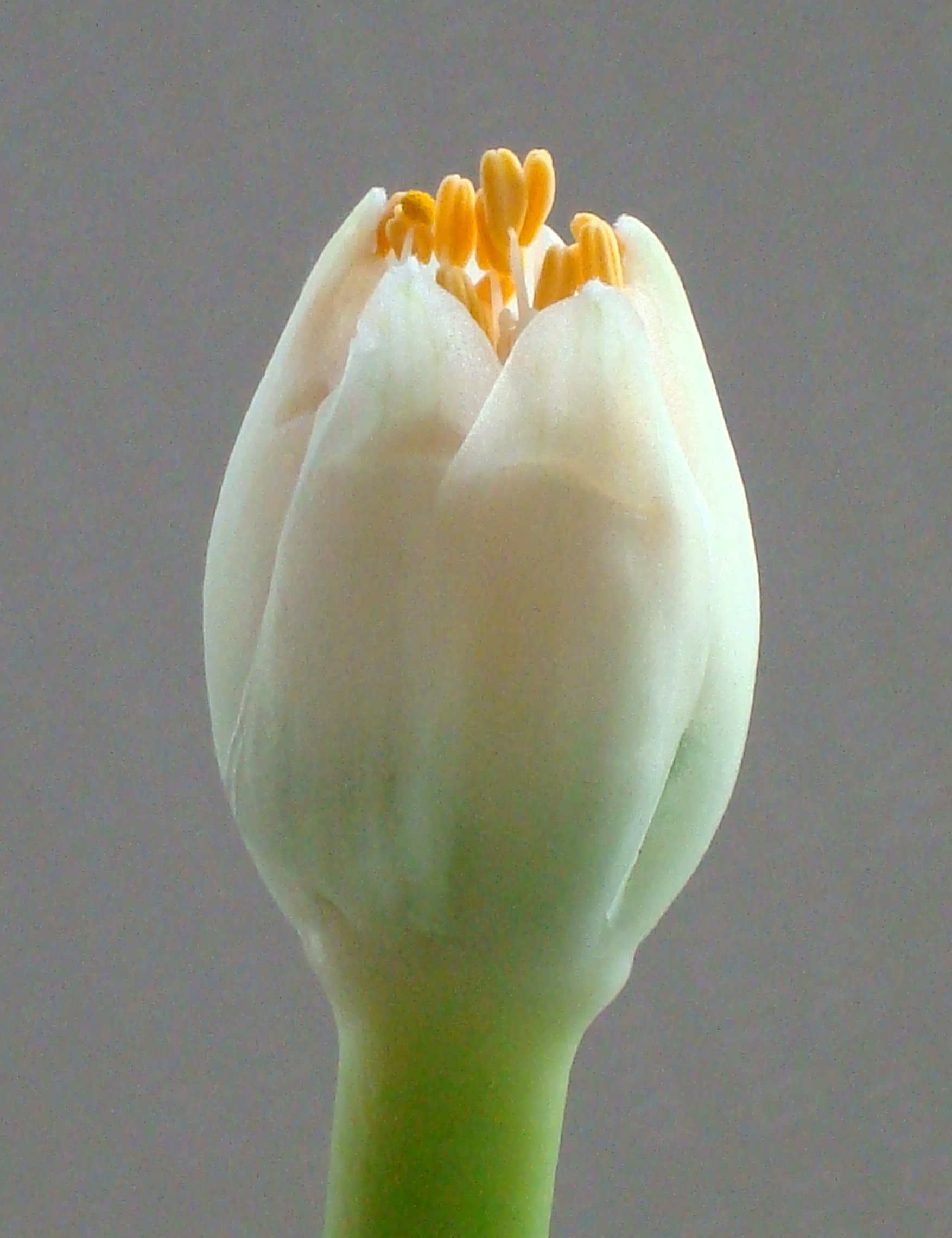
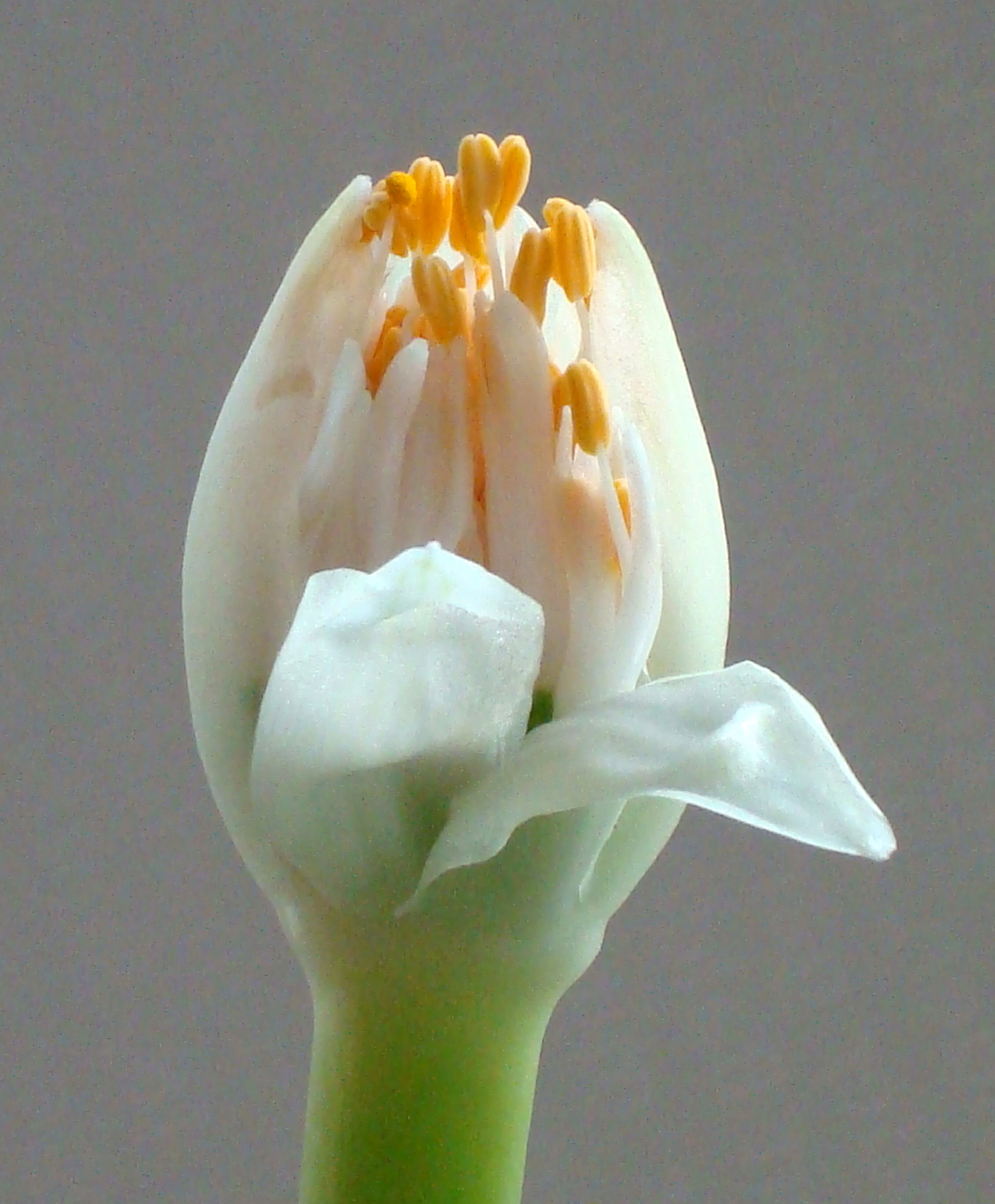